# カテドラル・パークウェイ-110丁目駅 (IND8番街線)
カテドラル・パークウェイ-110丁目駅（カテドラル・パークウェイ-110ちょうめえき、英語: Cathedral Parkway–110th Street）はニューヨーク市地下鉄IND8番街線の駅である。セントラル・パークの北西にある西110丁目とフレデリック・ダグラス・ブールバードの交差点に位置し、A系統が深夜のみ、B系統が平日の23時まで、C系統が深夜を除く終日停車する。

## 駅構造
| G          | 地上階                         | 出入口 |
| M          | 改札階                         | 改札、駅員詰所、メトロカード自動券売機 |
| P ホーム階 | 相対式ホーム、右側のドアが開く | 相対式ホーム、右側のドアが開く |
| P ホーム階 | 北行緩行線                     | ← 深夜帯：インウッド-207丁目駅行き（116丁目駅） ← 平日：ベッドフォード・パーク・ブールバード駅行き、145丁目駅行き（116丁目駅） ← 168丁目駅行き（116丁目駅） |
| P ホーム階 | 北行急行線                     | ← 深夜帯以外：通過 ← 通過 |
| P ホーム階 | 南行急行線                     | → 深夜帯以外：通過 → → 通過 → |
| P ホーム階 | 南行緩行線                     | → 深夜帯：モット・アベニュー駅行き（103丁目駅）→ 平日：ブライトン・ビーチ駅行き（103丁目駅）→ ユークリッド・アベニュー駅行き（103丁目駅）→                  |
| P ホーム階 | 相対式ホーム、右側のドアが開く | |

この駅は1932年9月10日に開業し、2面4線で相対式ホーム構造である。ホーム壁面には「110th Street Cathedral P'KWAY」と二行で書かれた駅名標がある。駅名標の地色は暗めの青で周りを黒で囲んでいる。また、ホーム上に等間隔で立っている暗めの青の柱にはニューヨーク市地下鉄標準の黒地に白の駅名標が掲げられている。駅の南側で北行急行線は8番街線の他の3線の下に潜っている。
両ホーム南側には階段があり改札階へと通じているほか、改札階はホーム間連絡通路を兼ねており両ホームは改札内で接続している。
また、駅にはアスレ・L・ウィンターにより1999年に設置されたアートワークがあり、『Migrations by Christopher Wynter in memory』と呼ばれている。これらは3つの部分に分かれており、南北ホームに1つずつ、終日開いている改札口に1つ設置されている。
2015年 - 2019年のMTAキャピタルプランにおいてこの駅は他のニューヨーク市地下鉄の30駅と共に駅改良工事第一段階の一環として駅構造の完全な見直しを受け2018年4月9日から同年9月2日（北行ホームは4日）まで改装工事を行っている。改良内容は携帯電話サービスやWi-Fi、USB充電所、対話サービス勧告や地図の設置などである。ニューヨークシティ・トランジット・オーソリティは2017年6月1日に72丁目駅、86丁目駅、163丁目-アムステルダム・アベニュー駅と当駅における改良工事の要求を許可、MTAの取締役会は2017年10月にECCO III Enterprises社と11億1000万ドルの契約を結んだ。

### 出入口
終日開いている改札口は駅の南端にあり109丁目へ出る事ができる。こちらには回転式改札機ときっぷ売り場、通りへの2つの階段がある。また、南行ホーム北端には110丁目へ出る事ができる一部時間帯のみ開いている改札口がある。こちらには2つの回転式改札機と有人改札がある（回転式改札は駅員の居ない時間帯の入退場用の物である）。
- 階段1つ、フレデリック・ダグラス・サークルと西110丁目/カテドラル・パークウェイの交差点北西（南行ホーム接続、一部時間帯無人）[10]。
- 階段1つ、セントラル・パーク・ウエストと西109丁目の交差点南西（両ホーム、終日有人）[10]。
- 階段1つ、セントラル・パーク・ウエストと西109丁目の交差点東側、セントラル・パーク内（両ホーム、終日有人）[10]。

北行ホームには以前セントラル・パーク・ウェストと西111丁目の交差点北側に出る改札口があったが現在は白いタイルで封鎖されており社員専用スペースとなっている。また、同地点には閉鎖された階段が残っている。

## 駅周辺
- コロンビア大学[10]
- モーニングサイド・パーク[10]
- セント・ジョン・ザ・ディヴァイン大聖堂[10]